# Loughton

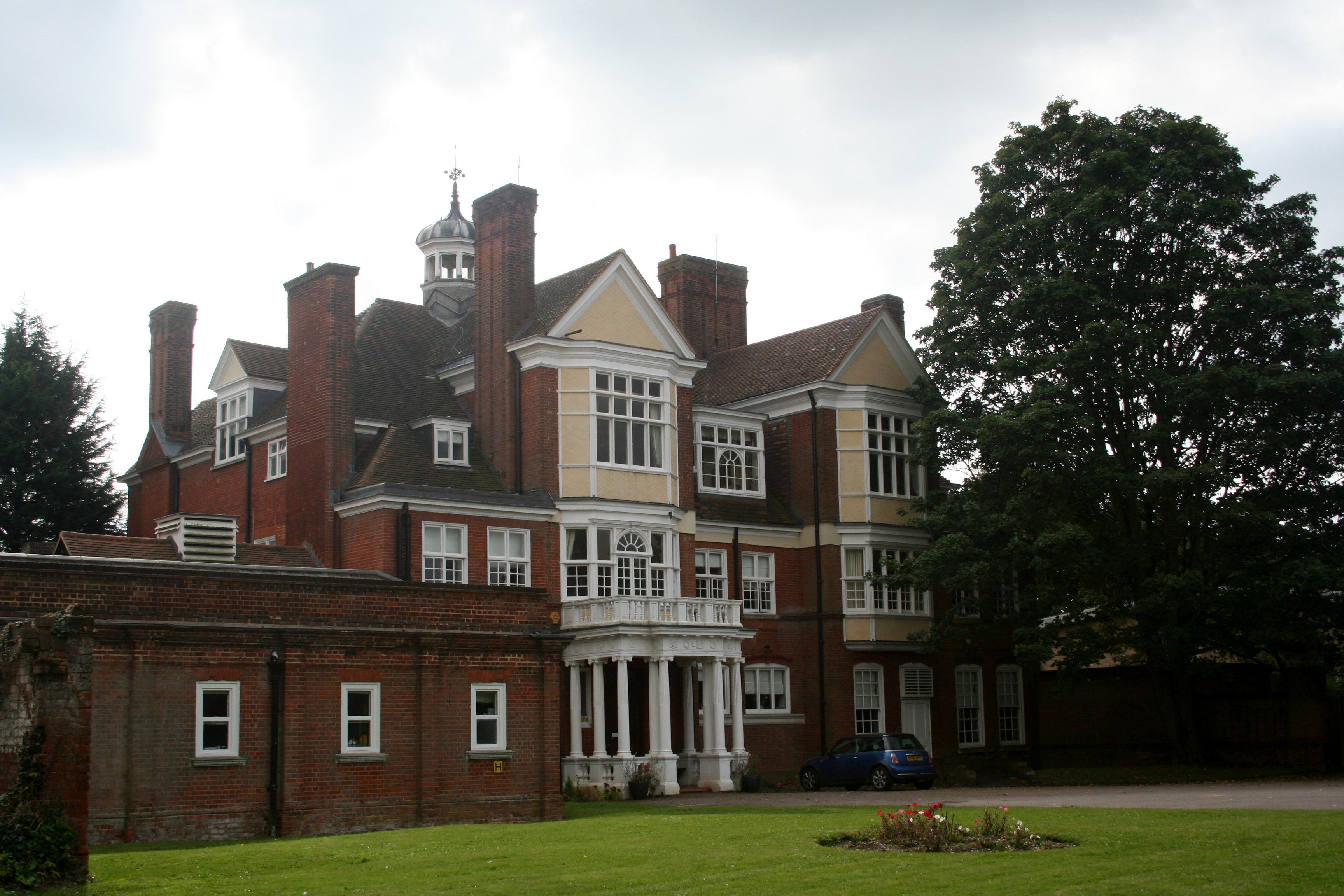
Loughton Hall actualmente

Loughton es una parroquia civil de Inglaterra ubicada en el distrito de Essex. Se localiza a 21 km al noreste de Charing Cross, Londres, al sur de la carretera M25 y al oeste de la M11. Colinda con Chingford, Waltham Abbey, Theydon Bois, Chigwell y Buckhurst Hill. Loughton, incorpora tres áreas de conservación y posee 56 edificios listados en el registro del patrimonio cultural británico.
La parroquia de Loughton cubre un área de 3724 acres de los cuales 1300 son parte del bosque de Epping.

## Museos
La parroquia de Loughton hospeda dos museos nacionales de Inglaterra:
- El British Postal Museum
- El National Jazz Archive